# 카라차옙스크

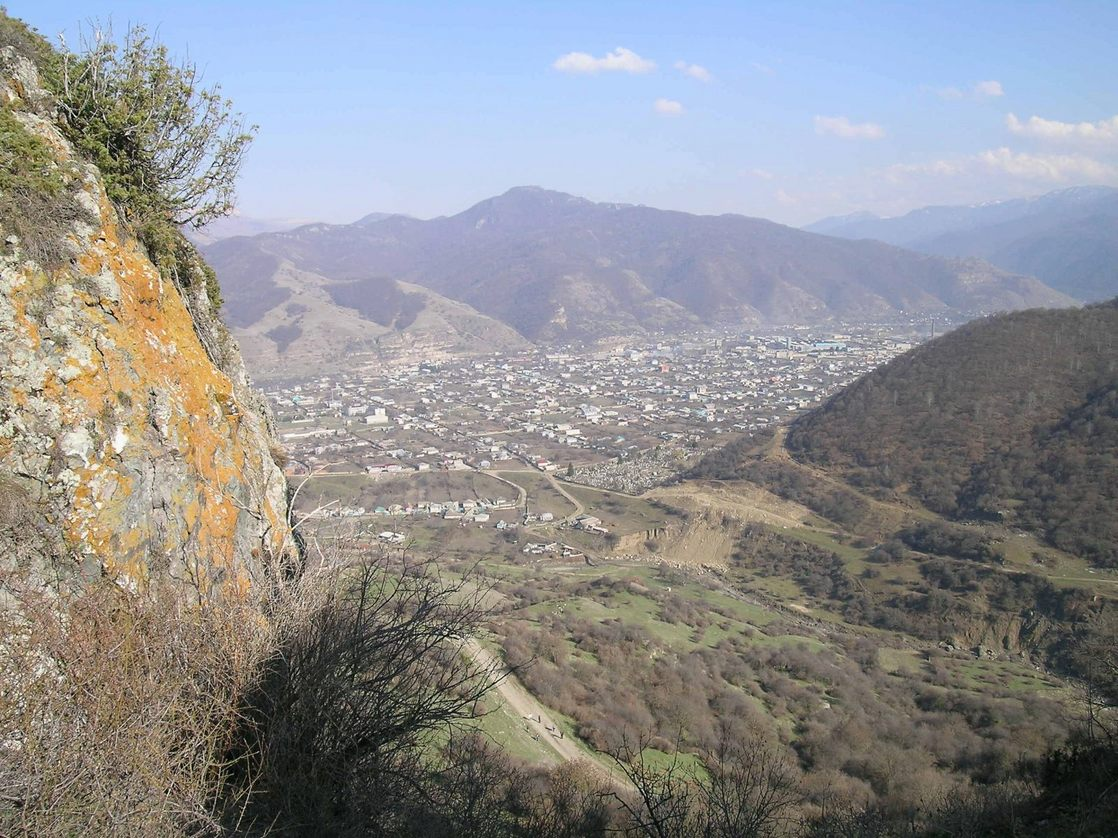

카라차옙스크(러시아어: Карача́евск)는 카라차예보체르케스카야 공화국의 캅카스산맥에 접해 있다. 체르케스크에서 남서쪽으로 60 km 떨어진 지점에 위치해 있다. 해수면에서 900 m 떨어져 있다. 쿠반강에 위치해 있다. 인구는 2005년 기준으로 2만 900명이다.
1926년에 게오르기옙스코예(Георгиевское)라는 마을이 세워졌다. 나중에 개칭되었는데 아나스타스 미코얀을 기념해서 미코얀샤하르(Микоян-Шахар)로 불렀다. 1929년에 미코얀샤하르(Микоян-Шахар)는 도시로 등록되었다.